# Jowhaar
Jowhaar er hovedbyen i Shabeellaha Dhexe-provinsen i Somalia. Byen ligger ved en større hovedvej omtrent 90 kilometer nord for hovedstaden Mogadishu. Byen har også en flyveplads.

2°46′8″N 45°30′5″Ø / 2.76889°N 45.50139°Ø